# Clarence Abbott
Clarence C. P. "Clarrie" Abbott (9 november 1888 – 12 juni 1963) was een Australianfootballspeler die drie wedstrijden speelde in de Victorian Football League (VFL). In 1907 speelde hij twee wedstrijden voor Collingwood Football Club. In 1912 keerde hij terug naar de VFL en speelde 1 wedstrijd voor Melbourne Football Club.